# Miniopterus oceanensis
Miniopterus oceanensis is een zoogdier uit de familie van de gladneuzen (Vespertilionidae). De wetenschappelijke naam van de soort werd voor het eerst geldig gepubliceerd door Maeda in 1982.